# Tage Müller
Tage Christian Müller (født 3. oktober 1780 i København, død 2. oktober 1849 i Ribe) var en dansk biskop.
Han var søn af skræddermester Wilhelm Müller (1741-1830) og Frederikke Dorothea født Rasmussen (1745-1817).
Da han var 12, kom han til sin farbror H.H. Müller, der var præst ved Helliggejstes Kirke, og blev opdraget her. Han dimitteredes fra Borgerdydskolen i København i 1795 og tog den teologiske embedseksamen i 1799. Derefter underviste han på Schouboes Institut og Døtreskolen. Han vandt 1805 universitetets guldmedalje for en filosofisk opgave. 
I 1806 blev han sognepræst i Nørre Snede og Ejstrup i Århus Stift. Her blev han i 1806 gift med Henriette Louise Rasmussen (1789-1857), datter af hans morbror provst Thomas Rasmussen i Grevinge. 
Han blev i 1810 forflyttet til Køng på Sjælland og i 1830 til Stege på Møn, hvor han også var provst for Mønbo og Bårse Herreder. I 1828 havde han fået titel af konsistorialråd. I 1833 blev han biskop i Ribe Stift, og i 1843 fik han Dannebrogordenens Kommandørkors. 
Han var – mod sin vilje – kongevalgt medlem af stænderforsamlingerne i Viborg 1842, 1844, 1846 og 48, hvor han hørte til den konservative fløj, men dog 1842 i forhandlingerne om de slesvigske forhold stillede sig i opposition til Ørsted. Han sagde: "Vel ligger der Sne paa min Isse, men derfor fryser Blodet ikke i mine Aarer". Han skal også personligt i Ribe have foreholdt kongen, at de forholdsregler, han tog, bragte danskheden i Slesvig i fare; men Müller fik kun det svar, at en konge ikke måtte være partisk.
Igen mod sin vilje blev han kongevalgt medlem af den grundlovgivende rigsdag. Han var da svagelig og måtte forlade rigsdagen, inden forhandlingerne var slut. Kort efter kom han syg hjem til Ribe, hvor han døde.